# ヤドリアン・エスコバル
ヤドリアン・エスコバル・シルバ（スペイン語: Yadrian Escobar Silva、1988年7月12日 - ）は、キューバのバレーボール選手である。

## 来歴
キューバ出身。
2008年よりシエンフエゴスでプレー。
2014年、ブラジルのミナス・テニスクルービに移籍し、スーパーリーガで2シーズン連続の得点王を獲得した。
2016年、日本のV・プレミアリーグ（当時のVリーグ1部リーグ）に所属するサントリーサンバーズに移籍し、2シーズンプレーした。

## 人物
- サントリー在籍時は小川猛と仲が良かった。基本的に英語で会話していたが、英語が得意でなかったため小川から英語と日本語を教わり、小川にはスペイン語を教えた[2]。

## 所属チーム
- シエンフエゴス（2008-2013年）
- ミナス・テニスクルービ (pt) （2014-2016年）
  -  アル・アラブ (en) （2015年8月）
- サントリーサンバーズ（2016-2018年）
- Club Ciudad de Bolívar (es) （2018-2019年）[3]
- Ziraat Bankası Ankara (en) （2019-2020年）[4]
- ミナス・テニスクルービ（2020-2021年）[5]
- Club Voleibol Calvo Sotelo (es) （2021-2023年）[6]
- Araguari Vôlei（2023-2024年）

## 受賞歴
- 2015年 - ブラジル・スーパーリーガ (pt)  得点王
- 2016年 - ブラジル・スーパーリーガ 得点王